# Sun Fuming
Sun Fuming (chiń. upr. 孙福明; chiń. trad. 孫福明; pinyin Sūn Fúmíng; ur. 14 kwietnia 1974) – chińska judoczka. Dwukrotna medalistka olimpijska.
Walczyła w kategorii ciężkiej (powyżej 72, a następnie 78 kg). Brała udział w dwóch igrzyskach (IO 96, IO 04), na obu zdobywała medale. W 1996 triumfowała, w 2004 była brązową medalistką. Była mistrzynią świata (2003 – waga ciężka) oraz srebrną (1995 – open) i brązową (1993 – waga ciężka) medalistką tej imprezy. W 2000 zwyciężała w mistrzostwach Azji (open), w 2002 w igrzyskach azjatyckich (w. ciężka).